# Кјезиола (Фођа)
Кјезиола (итал. Chiesiola) је насеље у Италији у округу Фођа, региону Апулија.
Према процени из 2011. у насељу је живело 275 становника. Насеље се налази на надморској висини од 92 м.